# Blantyre, Skottland
Blantyre är en ort och före detta burgh i South Lanarkshire, nära Glasgow i Skottland. Orten utgör en del av grannstaden Hamiltons tätortsområde, och hade 17 090 invånare år 2012 på en yta av 4,98 km².  Orten består av flera sammavuxna byar, bland annat High Blantyre.

## Kända personer från Blantyre
- John Gowans – Frälsningsarméns general (1999–2002).
- David Livingstone – missionär och upptäcktsresande.